# Henry Dearborn
Henry Dearborn (ur. 23 lutego 1751, zm. 6 czerwca 1829) – amerykański lekarz, żołnierz i polityk.
Podczas wojny o niepodległość Stanów Zjednoczonych uczestniczył w bitwie pod Bunker Hill. W 1775 roku brał udział w inwazji na Quebec dowodzonej przez Benedicta Arnolda, podczas której został pojmany. W niewoli pozostał do wymiany jeńców w 1777 roku.
Następnie uczestniczył w bitwie o Fort Ticonderoga oraz bitwie pod Saratogą. Zimę na przełomie lat 1777 i 1778 spędził wraz z armią George’a Washingtona w dolinie Valley Forge zaś w 1778 roku brał udział w bitwie o Monmouth. Z kolei w 1781 roku uczestniczył w oblężeniu Yorktown.
Po zakończeniu wojny zaangażował się w działalność polityczną. W latach 1793–1797, podczas trzeciej i czwartej kadencji Kongresu Stanów Zjednoczonych reprezentował stan Massachusetts w Izbie Reprezentantów Stanów Zjednoczonych.
W latach 1801–1809 pełnił funkcję sekretarza wojny Stanów Zjednoczonych w gabinecie prezydenta Thomasa Jeffersona.
W 1813 roku podczas wojny brytyjsko-amerykańskiej dowodził w bitwie pod Yorkiem.
W latach 1822–1824 był ambasadorem Stanów Zjednoczonych w Portugalii.
Jego syn, Henry Alexander Scammell Dearborn, również reprezentował stan Massachusetts w Izbie Reprezentantów Stanów Zjednoczonych.